# 伽玛射线暴

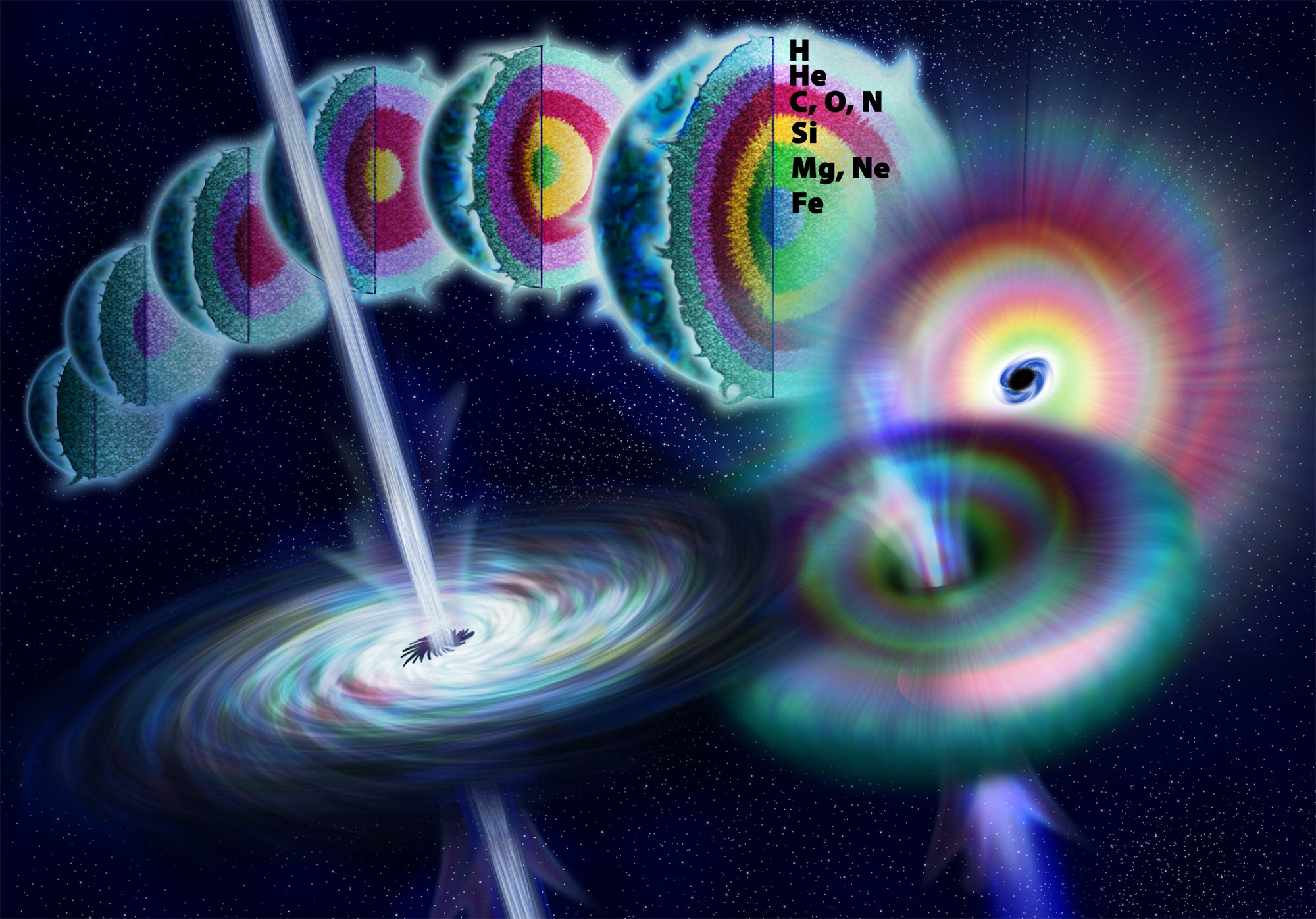
大質量恆星生命歷程藝術示意圖。恆星內部的輕元素核聚變成為重元素，當這一過程無法再抵抗重力時，恆星會驟然坍縮，形成黑洞，並沿著旋轉軸噴發大量能量，是為伽瑪射線暴。

伽瑪射線暴（英語：Gamma-ray burst，縮寫GRB），又稱伽瑪暴，是來自遙遠星系、能量極高的爆炸的光芒。伽瑪射線暴是宇宙中自大爆炸以來能量和光度都最高的電磁脈衝事件。爆發可持續十毫秒至數小時。最初的伽瑪射線閃光過後，還會留下時間更長、波長更長的「餘輝」（X光、紫外光、可見光、紅外光、微波乃至無線電波）。
當一顆大質量恆星到達生命晚期時，會內爆形成中子星或黑洞，這一爆炸過程稱為超新星或超高光度超新星。科學家相信，絕大部分伽瑪射線暴都來自於此類爆炸事件。有一部分時間較短的伽瑪射線暴很有可能源自於兩顆中子星碰撞的事件。
伽瑪射線暴的來源星系都在數十億光年之遙，意味著此類爆炸事件的能量極高（爆炸在幾秒鐘內所釋放的能量就足以超過太陽在其百億年生命中所釋放的能量總和），也極為罕見（每個星系在一百萬年內只會出現幾次）。人類在歷史上所觀測到的伽瑪射線暴都源於銀河系以外，不過有一種類似的稱為軟伽瑪射線重複爆發源的爆發現象，則是來自於銀河系內的磁星。科學家推測，假如在銀河系內發生伽瑪射線暴，而且爆發的輻射對向地球，這將造成生物集群灭绝。
1967年，原本設計用於探測秘密核武器試驗的帆船號衛星首次探測到伽瑪射線暴。科學家在仔細分析之後，終於在1973年發表此發現。這隨即引發了天文學界的轟動，學者們紛紛提出各種理論模型，試圖解釋這種爆發現象，如彗星互相碰撞或中子星互相碰撞等等。在其後的二十多年間，由於觀測數據的匱乏，林林總總的模型，無一脫穎而出。直到1997年，天文學家在探測到伽瑪射線暴的同時，也觀測到了緊隨的X光和可見光餘輝。利用光譜學分析可見光餘輝的紅移，就可推算爆發來源的距離和總能量。再結合對星系和超新星的研究後，科學家終於能準確測量伽瑪射線暴的確切距離和光度，並且斷定此類事件的確源於遙遠的星系。

## 歷史

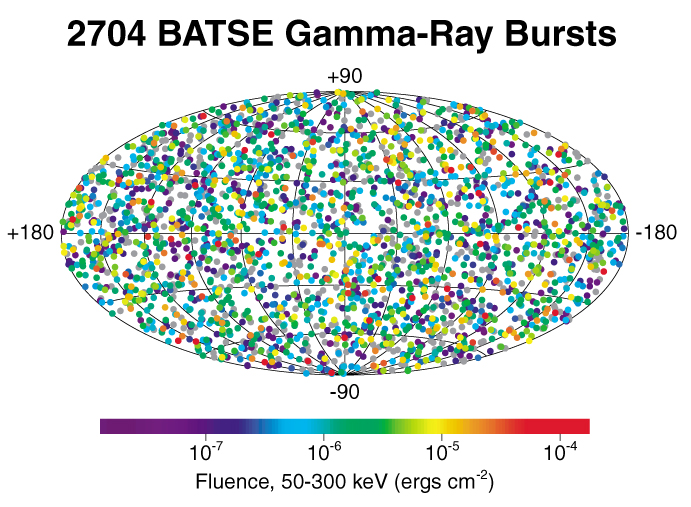
BATSE實驗所探測到的所有伽瑪射線暴來源方向。爆發源的分佈具有各向同性，並不集中於銀河系平面（圖的中間橫線）。

1963年，包括美國和蘇聯在內的多國簽署《部分禁止核試驗條約》，但美國懷疑蘇聯仍然在秘密進行核試驗。因此，美國發射了一系列名為帆船號衛星的太空伽瑪射線探測器，目的是監測在太空進行的核試驗所發出的伽瑪射線。世界協調時1967年7月2日14時19分，帆船3號和4號衛星探測到了一次伽瑪射線閃光，但它卻和所有已知的核爆特徵截然不同。洛斯阿拉莫斯國家實驗室由雷·克勒貝薩德爾為首的負責團隊對此並沒有合理的解釋，但也並不認為這是一次緊急事件，因此把數據暫時放在一邊，有待進一步調查。接下來美國又接連發射了更多的帆船號衛星，器材也有所改進，但克勒貝薩德爾的團隊仍然探測到一次又一次的神秘伽瑪射線暴。團隊在多個衛星的數據中比較探測到閃光的確切時間，以此推算出16次爆發的大約來源方向，並完全排除了爆發來自於地球或太陽的可能性。探測數據並沒有被列為機密。在詳細分析之後，1973年，克勒貝薩德爾等科學家在《天文物理期刊》上發表了〈來自宇宙的伽瑪射線暴之觀測〉一文。
早期針對伽瑪射線暴的猜想大多都把來源定在銀河系以內。從1991年起，康普頓伽瑪射線天文台（CGRO）所承載的爆發與暫現源探測儀（BATSE）記錄了上千次伽瑪射線暴，發現這些爆發事件來自於宇宙各個方向，而並不集中於任何一個方向，亦即爆發源的分佈具有各向同性。假如爆發源來自於銀河系內，那麼其分佈會集中於銀河系平面附近。科學家以此推斷，伽瑪射線暴一定來自於銀河系以外。然而，有些主張爆發來自於銀河系內的模型仍然可以解釋各向同性的分佈。
2018年10月，天文學家宣佈，2017年發生的伽瑪射線暴GRB 150101B和引力波事件GW170817很可能都是兩顆中子星碰撞所產生的。這兩件事件在伽瑪射線、可見光和X光特徵，乃至其所在星系的特性都有十分相似之處。因此，中子星碰撞事件所引發的千新星可能比科學界最初所預計的更為常見。
2019年爆發的GRB 190114C釋放出的伽瑪射線能量高達1 TeV（一萬億電子伏特），是人類探測到能量最高的伽瑪射線暴。2021年，科學家探測到來自銀河系能量為1.4 PeV的伽瑪輻射，比最高能伽瑪射線暴再高出一千倍左右，但它並不屬於伽瑪射線暴。

### 可能的爆發源天體
在伽瑪射線暴發現後的幾十年間，天文學家曾試圖通過伽瑪射線以外的電磁波觀測爆發來源天體，也就是在最近期發生過爆發的方向尋找對應的天體。考慮在內的有各種天體：白矮星、脈衝星、超新星、球狀星團、類星體、西佛星系和蝎虎座BL型天體等。然而，天文學家並沒有得出明確的結論，而且有若干爆發事件的方向可以準確測量，但那個方向並沒有任何其他明亮的天體。這意味著，伽瑪射線暴的來源要不是十分暗淡的恆星，就一定是極其遙遠的星系。科學家相信，要更精準地測量伽瑪射線暴的方向，需建造更先進的衛星和傳訊科技。

### 餘輝

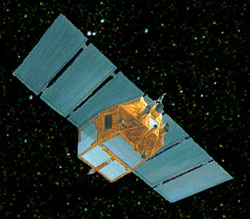
意大利和荷蘭合建的BeppoSAX衛星在1996年4月升空，它能夠準確測量伽瑪射線暴的來源方向，有助天文學家作後續觀測並判斷來源天體。

有多個解釋伽瑪射線暴原理的模型都預測，在最初伽瑪射線閃光過後，爆炸產生的噴發物與星際物質高速碰撞，會產生波長較長、逐漸減弱的「餘輝」。最初探測並不成功，因為在爆發被發現後，很難即刻用其他波長觀測爆發的準確方向。1997年2月，BeppoSAX衛星探測到GRB 970228事件。它緊接著將X光相機對向爆發來源的方向，成功探測到了X光餘輝。威廉·赫歇耳望遠鏡也在原爆發的20小時之後，探測到了逐漸變暗的可見光餘輝。伽瑪射線暴完全消熄之後，天文學家對可見光餘輝的準確來源方向進行深空拍攝，發現一個暗淡而遙遠的星系。
由於該星系的光度太暗，因此天文學家在接下來的幾年間都未能測量出其距離。同年，BeppoSAX衛星又測得新的事件GRB 970508。天文學家在僅僅4小時以內就算出它的方向，因而可以更早地開始進行針對性觀測。從爆發源吸收光譜所得出的紅移值為z = 0.835，相等於距離地球60億光年。科學家首次得出伽瑪射線暴的準確距離，並找到了爆發來源——一個極遙遠的星系。這一發現在天文學界引發了爭論，但爭論在接下來的幾個月內逐漸溫和了下來。翌年，GRB 980425發生後不到一天又發生了超新星SN 1998bw，而且兩者的來源位置相同。科學家從而發現，伽瑪射線暴是和大質量恆星的爆炸息息相關的。

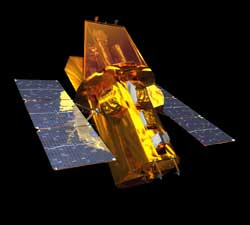
美國太空總署尼爾·格雷爾斯雨燕天文台，2004年11月升空

雖然康普頓伽瑪射線天文台和BeppoSAX衛星分別在2000年和2002年退役，但天文學界此時對伽瑪射線暴這一新興領域興致勃勃，研發出一系列專門針對伽瑪射線暴的探測儀器，特別用於觀測緊隨著爆發所發生的後續事件。高能暫現源探測儀（HETE-2）在2000年升空，2006年退役，這段時間內大部分伽瑪射線暴都是由它發現的。2004年升空的尼爾·格雷爾斯雨燕天文台（Swift）截至2022年仍在服役，是最成功的太空觀測實驗之一。Swift搭載了一部敏感度極高的伽瑪射線探測器以及X光和可見光望遠鏡，這些儀器均可以自動快速轉向，充分捕捉爆發後的餘輝。2008年升空的費米伽瑪射線太空望遠鏡（簡稱費米）在一年內能夠探測到數百次爆發，其中光度和能量極高的爆發可以用它搭載的大面積望遠鏡觀測。科學家還對不少地面上的可見光望遠鏡做了升級，為它們安裝了能夠快速響應伽瑪射線暴坐標網絡訊息的機械控制軟件。在收到伽瑪射線暴發生的訊息之後，這些望遠鏡可以在幾秒鐘以內轉向爆發源的方向，甚至在伽瑪射線仍未熄滅之前就開始進行觀測。
自從2000年代以來，天文學家對伽瑪射線暴有了更深入的了解。第一是意識到短伽瑪射線爆發現象很可能和超新星無關，而是中子星碰撞合併所致。第二是發現大部分伽瑪射線暴之後會有X光不穩定閃爍的現象，持續幾分鐘。第三是發現宇宙中最亮的天體（GRB 080319B）和當時已知最遙遠的天體（GRB 090423）。

## 分類

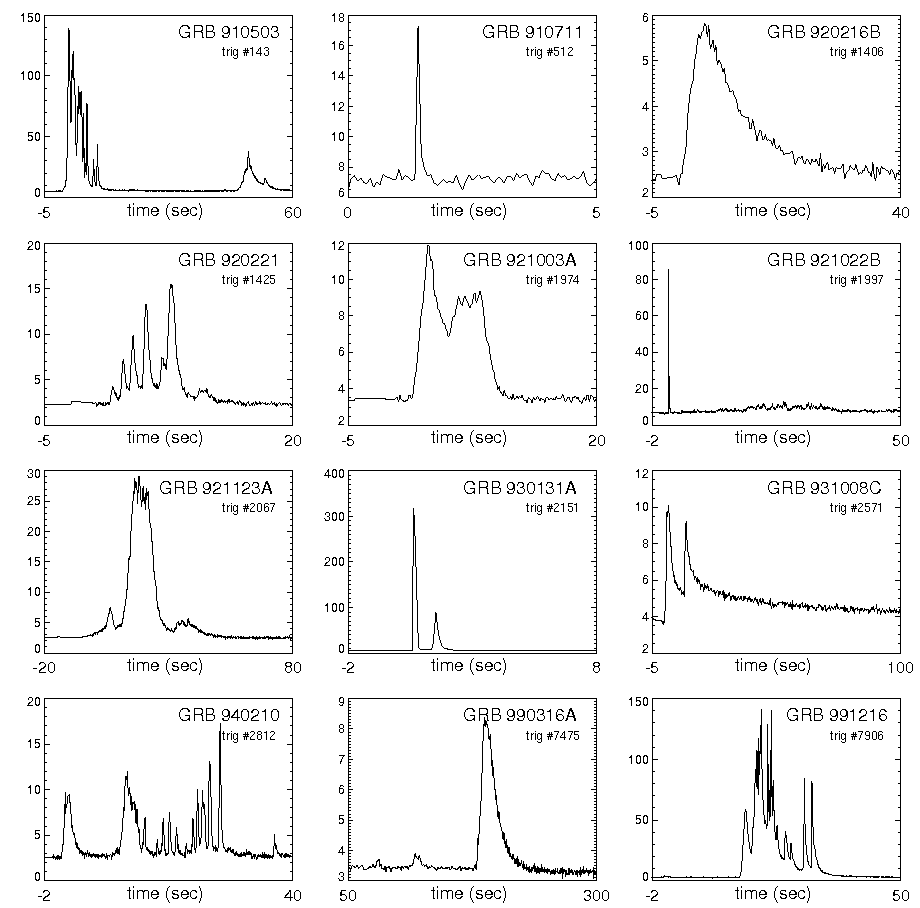
伽瑪射線暴的光變曲線

伽瑪射線暴的光變曲線種類繁多，而且每一次爆發的光變曲線都是獨一無二的。爆發時長短至數毫秒，長至數十分鐘。曲線可以有一個高峰，也可以由多個小脈衝所組成。有的脈衝形狀對稱，有的則上坡快，下坡慢。有的爆發事件之前會出現伽瑪射線暴前體，也就是先發生一次弱爆發，接著幾秒鐘至幾分鐘內毫無動靜，然後在發生真正的強烈伽瑪射線暴。有些光變曲線曲折複雜，似乎毫無規律可言。
儘管科學家能夠利用某些簡化的模型推導出大約類似的光變曲線，但在曲線為何如此複雜多變的問題上卻沒有太大的進展。科學家提出了不少分類法，但這些分類規則往往只看光變曲線的表面化特徵，而不看爆發來源天體的確切性質。不過，伽瑪射線暴的爆發時長分佈呈雙峰特徵，意味著存在兩大類爆發：一類為平均0.3秒長的短爆發，另一類為平均30秒長的長爆發。分佈的兩個峰很寬，中間有一大片重疊的區域，在這片區域內的爆發很難判斷屬於長或短類。更進一步的分類法還會考慮爆發時長以外的觀測或理論因素。

### 短伽瑪射線暴

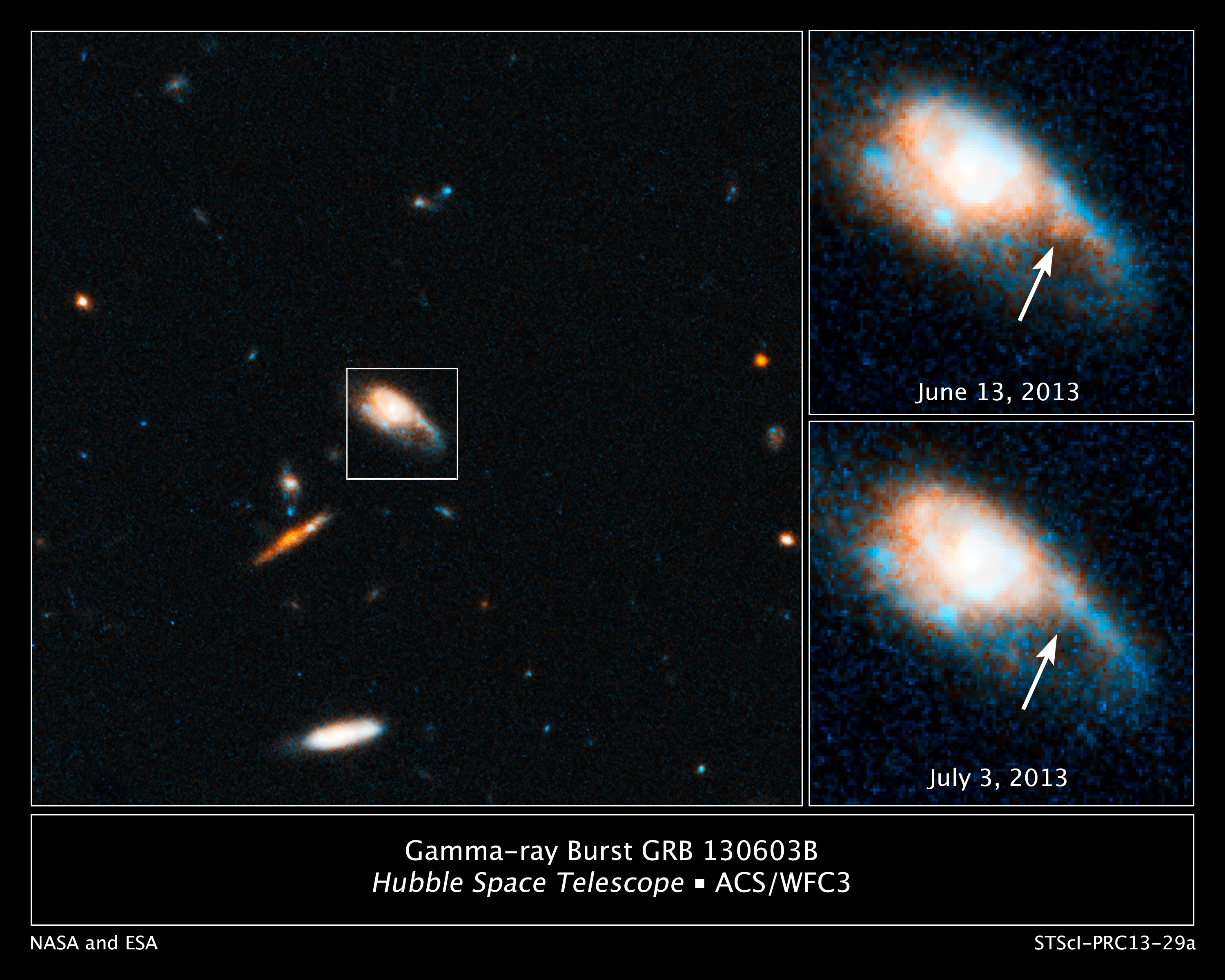
哈勃太空望遠鏡拍攝的千新星爆發餘輝。

ALMA拍攝的GRB 211106A，這是科學家首次拍到短伽瑪射線暴的毫米波長餘輝。

短伽瑪射線暴指的是持續時間不到2秒的伽瑪射線暴。此類爆發佔所有爆發的三成左右。2005年以前，科學家從未觀測到來自短爆發的餘輝，因此對此類爆發的來源所知甚少。自此，科學家已觀測到數十次短爆發的餘輝，並判斷出其確切方向。他們發現，有的短爆發來自於恆星形成較少或不形成恆星的區域，例如大型橢圓星系和大型星系團的中心區域，意味著短爆發和大質量恆星無關。另外，短爆發與超新星也沒有關聯，因此短爆發和長爆發是兩種背後原理不同的現象。
科學家最初推測，短爆發是兩顆中子星相互碰撞或一顆中子星與一個黑洞相撞的結果。此類碰撞所產生的爆發星體稱為千新星。天文學家在GRB 130603B爆發期間也觀測到了一顆有所關聯千新星。由於狹義相對論訊息不可超越光速傳遞的原理，短爆發之短又意味著爆發源天體的體型必定是小的。爆發時長為0.2秒，即爆發源的直徑不超過0.2光秒（約6萬公里，地球直徑之四倍）。中子星在2秒以內落入黑洞並發出伽瑪射線之後，其環繞黑洞公轉的剩餘物質（將不再是中子物質）將在數分鐘至數小時內逐漸墮入黑洞，並發出X光。這能夠解釋天文學家所觀測到的X光餘輝。
一部分短伽瑪射線暴可能來自鄰近星系中的軟伽瑪射線重複爆發源的大型耀斑。
2017年，科學家探測到重力波事件GW170817，並且在僅僅1.7秒之後又探測到短伽瑪射線暴GRB 170817A。在詳細分析後，科學家確定此次事件來自兩顆中子星碰撞所產生的千新星。

### 長伽瑪射線暴
伽瑪射線暴中有七成屬於長伽瑪射線暴，即爆發時長超過2秒者。此類爆發持續時間之長、餘輝之強，有助於詳細觀測，所以相比短爆發來說，科學家對長爆發了解得更加深入。幾乎每一個經過詳細分析的長伽瑪射線暴都源自於正在快速生成恆星的星系，甚至有的能追溯至核塌縮超新星。因此，可以斷定長爆發的來源是死亡過程中的大質量恆星。科學家在分析高紅移長伽瑪射線暴的餘輝之後，也發現此類爆發源自於恆星形成的區域。

### 超長伽瑪射線暴
超長伽瑪射線暴指的是位於時長分佈最尾端的長伽瑪射線暴，其持續時間超過若干個小時。有科學家主張，此類爆發應另歸一類，是由藍超巨星的坍縮、黑洞撕裂臨近恆星引發的潮汐瓦解事件或新形成的磁星所致。至今科學家只觀測到少數幾個這樣的爆發事件，其中被深入研究的有GRB 101225A和GRB 111209A等。人們沒有觀測到更多的超長伽瑪射線暴，可能是因為目前的探測儀器對長時間爆發事件靈敏度較低，而不是因為此類事件在宇宙中罕見。也有科學家認為，這些超長伽瑪射線暴因有其獨特爆發源而要另開一類的理據並不充足，須在多個波長段進行更多的觀測才能下結論。

## 能量和射束

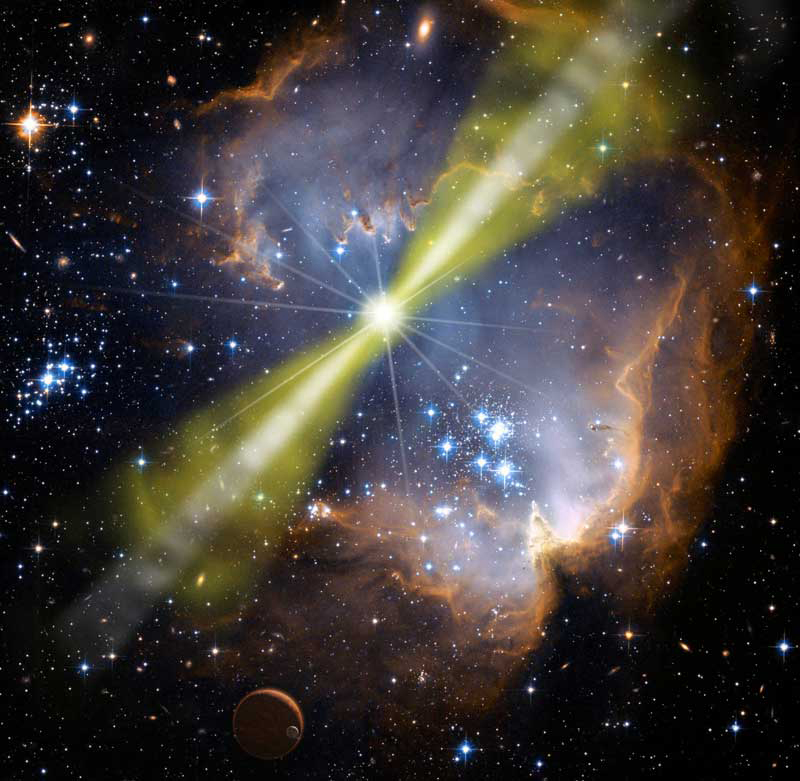
恆星生成區發生伽瑪射線暴的藝術示意圖。爆炸產生的能量形成兩條狹窄的射束，向相反方向射出。

雖然伽瑪射線暴源都極其遙遠，但它從地球上觀測卻光度很高。一般長伽瑪射線暴的全波段絕對星等和銀河系內一顆較亮的恆星相當，儘管前者有數十億光年之遙，而後者（大部分肉眼可見恆星）只有幾十光年左右的距離。大部分能量以伽瑪射線的形式釋放，某些伽瑪射線暴也會伴隨著光度很高的可見光爆發。例如，GRB 080319B離地球75億光年，但伴隨它的可見光爆發視星等為5.8，相當於肉眼可見的最暗的恆星。這意味著，產生伽瑪射線暴的都是能量極高的現象。假設伽瑪射線暴源以球對稱的形式爆發，那麼GRB 080319B所釋放的能量就約等於太陽的質量，即通過質能等價關係把整個太陽的質量都轉化為輻射。
伽瑪射線暴是高度聚焦的爆炸事件，大部分爆炸能量都集中於准直光束中，形成狹窄的噴流。噴流的角寬可以從餘輝光變曲線的全波段「噴流驟停」時間直接估算出來，即當噴流無法再支持相對論性光束以致原本緩慢變暗的餘輝驟然變暗的時間。觀測指出，不同爆發的噴流角寬有較大的差異，從2度至20度不等。
由於爆發的能量是高度聚焦的，因此絕大部分爆發事件的光束都不朝向地球，也探測不到。當爆發光束正好朝向地球時，探測到的光度會比球對稱的爆炸高得多。考慮到這一聚焦效應，一般伽瑪射線暴所釋放的能量大約為1044 J，約等價於太陽質量的二千分之一，但仍比地球的質量（5.5 × 1041 J）高許多倍。這和Ib和Ic超新星所釋放的能量相近，亦符合理論模型。科學家曾觀測到幾個距離較近的伽瑪射線暴和高光度超新星同時爆發的現象。從近距離Ic超新星光譜中的高度不對稱性，以及通過在爆發一段時間以後噴流早已減速時做射電觀測，可得到伽瑪射線暴高度聚焦的進一步證據。
相比長伽瑪射線暴來說，短伽瑪射線暴離地球較近，光度較低。此類爆發的聚焦程度還沒有被準確測量過，不過有科學家認為，短爆發的准直性比長爆發低，甚至是完全發散的。

## 前身天體

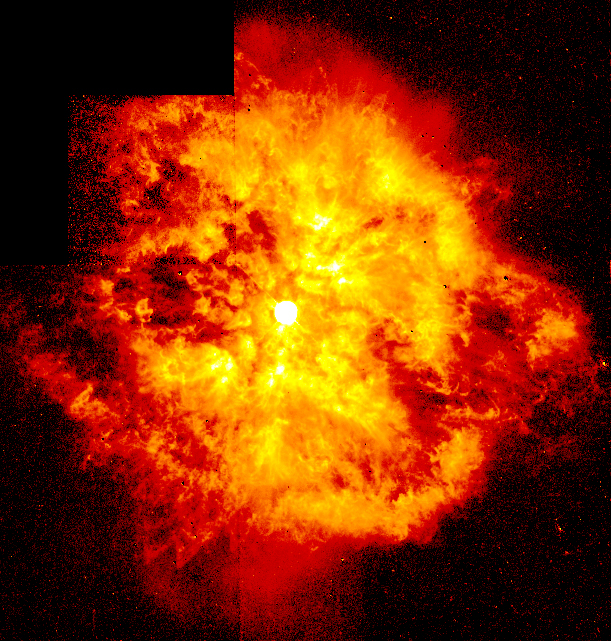
沃爾夫–拉葉星WR 124及其周圍的星雲，由哈勃太空望遠鏡攝。沃爾夫–拉葉星很可能是長伽瑪射線暴的前身天體。

大部分伽瑪射線暴源離地球遙遠，因此很難判斷是哪一種天體發生爆發的。某些長伽瑪射線暴和超新星相關，其來源星系也是活躍的恆星生成區，這都意味著長伽瑪射線暴與大質量恆星密切相關。最廣為接受的坍縮星模型主張，當質量極大、金屬量低、高速自轉的恆星在演化生命晚期，星核坍縮成為黑洞時，會發生長伽瑪射線暴。星核附近的物質往中心下降，形成漩渦狀的高密度吸積盤，並沿旋轉軸噴出兩束相反的相對論性噴流，噴流衝破恆星外層，輻射出伽瑪射線。也有其他模型主張恆星坍縮形成的是磁星而不是黑洞，其餘生成過程基本不變。
在銀河系裡，沃爾夫–拉葉星和此類恆星最為相似。沃爾夫–拉葉星溫度極高、質量極高，其氫外層幾乎已散失殆盡。從這一角度來看，海山二、阿佩普、WR 104都有在未來發生伽瑪射線暴的可能性。不過，科學家不能確定銀河系恆星是否具備發生伽瑪射線暴的所有必要特徵。
大質量恆星並不能解釋所有的伽瑪射線暴事件。有證據顯示，某些短伽瑪射線暴是在非恆星生成區或不含大質量恆星的區域發生，例如橢圓星系和銀暈。科學家認為，短伽瑪射線暴最為可能是雙中子星系統合併的結果。兩顆相互公轉的中子星因釋放引力波而喪失能量並逐漸靠近，直至被潮汐力突然撕裂，兩者碰撞後形成一顆黑洞。物質向剛形成的黑洞墮落並形成吸積盤，同時釋放出巨大的能量，這一階段和坍縮星模型相似。其他還有林林總總解釋短伽瑪射線暴的模型，包括：中子星和黑洞合併，吸積盤引發中子星坍縮，原初黑洞蒸發，引力坍縮過程中的物質在黑洞事件視界外徹底瓦解成伽瑪射線，等等。

### 潮汐瓦解事件
2011年3月28日，尼尔·格雷尔斯雨燕天文台探測到GRB 110328A，發現了新一類伽瑪射線暴。此次事件的伽瑪射線放射時長為2天，比長伽瑪射線暴都要長得多，而且它在X光波段的放射持續了許多個月。爆發來源於紅移z = 0.35（即距離約45億光年）的一個小型橢圓星系。爆發究竟是星體坍縮還是帶相對論性噴流的潮汐瓦解所致，在學界仍有爭議。
此類伽瑪射線暴的原理是，恆星運行至超大質量黑洞附近，被黑洞撕裂，在某些情況下會產生有強烈伽瑪射線輻射的相對論性噴流。科學家最早提出，GRB 110328A（亦稱雨燕J1644+57）是一顆主序星和質量為太陽的數百萬倍的黑洞互動的結果；後來又有科學家認為，這更可能是一顆白矮星被質量為太陽數萬倍的黑洞瓦解的結果。

## 發射原理
伽瑪射線暴是如何把巨大的能量轉換為電磁輻射，直至2010年還沒有科學共識。要成功解釋伽瑪射線暴，提出的模型必須用物理過程解釋，天文觀測到的各種光變曲線、光譜及其他特徵是如何產生的。尤其難以解釋的是，某些爆發事件似乎有著非常高的能量轉換效率，爆炸能量轉換為伽瑪射線的比率可高達一半以上。對伴隨著GRB 990123和GRB 080319B的可見光爆發的觀測表明，某些爆發的物理過程可能以逆康普頓散射為主。這一模型主張，原先存在的低能光子被爆炸中的相對論性電子散射，突然獲得巨大的能量，成為伽瑪射線。
相對來說，科學家對伽瑪射線暴後的長波長餘輝（從X光至射電波）有更好的了解。沒有即時轉化為輻射的爆炸能量，就會以高速物質的形式存在，以接近光速的速度向外噴出，並與周邊的星際物質碰撞，所產生的相對論性衝擊波繼續向星際空間進發。反彈回來的二次衝擊波有可能再次進入向外進發的物質。衝擊波內能量極高的電子在磁場的作用下加速，發出橫跨大部分電磁波譜的同步輻射。這一模型能夠成功解釋餘輝在長時間後（爆炸後幾個小時至幾天）的特徵，但它未能解釋伽瑪射線暴後短時間內的許多餘輝特徵。

## 發生頻率及對生命的影響

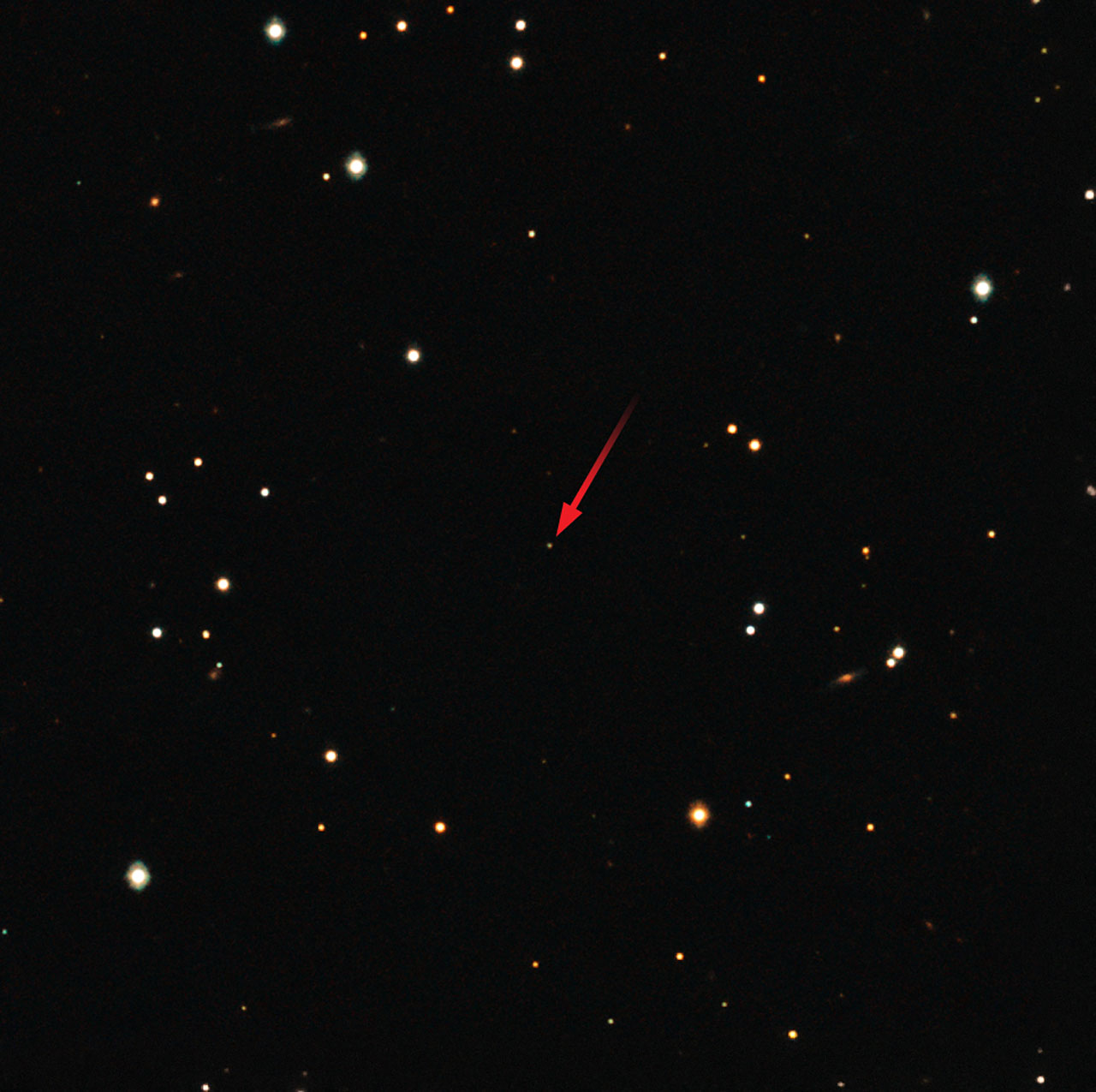
格林威治標準時間2015年10月27日22時40分，雨燕天文台累計發現了1000次伽瑪射線暴。

伽瑪射線暴對生命有害，甚至有摧毀性的破壞力。地球位於銀河系的外圍，而在整個宇宙當中，適合生命繁衍的環境也正正是大星系外圍密度較低的區域。從各類型星系的分佈可以推算出，只有約10%的星系可以繁衍生命。而且，z大於0.5的高紅移星系會高頻率發生伽瑪射線暴，恆星也過於密集，因此不宜生命。
至今科學家觀測到的伽瑪射線暴都源自銀河系以外極其遙遠的地方，對地球沒有任何威脅。不過，假如在銀河系內離地球5千至8千光年處發生一次伽瑪射線暴，而且它所產生的高能噴流正指向地球，那麼它就會對地球上的生態造成破壞，甚至有毀滅性的作用。目前所有衛星在宇宙中所觀測到的伽瑪射線暴總和頻率為每天一次。截止2014年3月，最接近地球的伽瑪射線暴為GRB 980425，距離為4千萬秒差距（即1億3千萬光年，紅移z = 0.0085），源於一個SBc型矮星系。GRB 980425所釋放的能量遠遠低於平均，它和Ib型超新星SN 1998bw相關。
估算伽瑪射線暴的確切發生頻率並不容易。在一個銀河系大小的星系裡，長伽瑪射線暴的發生頻率估計為一萬年一次到一百萬年一次，其中只有很小一部分的爆發會指向地球。因為科學家還不了解此類爆發的聚焦程度，所以短伽瑪射線暴的發生頻率就更是一個未知數，但應該和長伽瑪射線暴相近。
由於伽瑪射線暴只會沿方向相反的兩束噴流發出能量，因此只有在噴流方向的天體才會受到高能伽瑪射線的放射。
雖然在地球附近發生直指地球的摧毀性伽瑪射線暴目前只是一個理論可能，但可以肯定的是，銀河系內其它高能量現象已經對地球的大氣有所影響。

### 對地球的影響
地球的大氣層可以有效吸收X光和伽瑪射線等高能電磁輻射，所以在爆發過程中在地表所接受的輻射量不會達到危險的程度。假如在數千秒差距距離內發生伽瑪射線暴的話，它僅僅會使地表的紫外線水平短暫上升，持續時間最短不到一秒，最長也只有幾十秒。根據爆發的特徵和距離，紫外線有機會達到危險水平，但仍然不太可能對地球生命直接構成災難性的威脅。
相反，伽瑪射線暴在長時間段裡的影響會危險得多。伽瑪射線會對大氣中的氧氣和氮氣分子產生化學反應，先生成一氧化氮，再而生成二氧化氮，此二者有以下三個層面的危害性。第一，它們會破壞臭氧層，使全球臭氧量減少25至35%，有些地區甚至會減少75%，狀況將持續許多年，使得地表紫外線指數長期處於危險程度。第二，它們在與陽光反應後會形成光化學煙霧，阻擋部分太陽光，進而影響植物的光合作用。然而科學模型顯示，這一效應只會對太陽全光譜造成1%左右的下降，持續幾年。煙霧則有可能使全球降溫，造成和撞擊冬天原理相似的「宇宙冬天」，但只有在湊巧同時出現全球氣候不穩定的前提下才會發生。第三，大氣層裡的二氧化氮會和雨水結合形成酸雨，即含有硝酸的雨水。雖然硝酸對各種生物都是有害物質，但是有模型預測，硝酸濃度不足以造成嚴重的全球性危害。再進一步產生的硝酸鹽反而可能對某些植物有益。
總結來說，在幾千秒差距內發生的伽瑪射線暴，就算其能量束正對地球，也最多只會在爆發期間以及之後幾年提高地表的紫外線水平。從模型可預計，DNA所受到的破壞將是一般情況下的16倍。然而，目前的生物學還不具備預測這一效應對地球生態的確切影響的能力。

#### 在地球歷史上可能有過的影響
有科學家推測，在過去50億年曾發生過嚴重破壞地球生命的近距離伽瑪射線暴的機率非常高，而在過去5億年曾發生過爆發並造成其中一次生物集群滅絕事件的機率為50%。
4億5千萬年前發生的奧陶紀－志留紀滅絕事件有可能就是伽瑪射線暴所致。在奧陶紀晚期的各個三葉蟲種群當中，生活在充滿浮遊生物的海洋表面的種群最受打擊，反而生活在深水、活動空間較狹窄的種群得以生存。這種滅絕特徵有別於其他的集群滅絕事件，因為分佈廣闊的物種通常會比分佈局限的生物更容易存活。因此有科學家認為，深水三葉蟲受到了水屏障的保護，免受伽瑪射線暴所帶來的紫外線摧殘。同樣支持這一觀點的證據還有：奧陶紀晚期的双壳纲物種當中，挖洞的比在表面生活的更容易度過此次滅絕事件。
除此之外，有科學家論證，774年至775年間碳14飆升現象是一次短伽瑪射線暴所致。不過，這也有可能是一次非常強大的太陽耀斑所致。

## 銀河系內可能爆發的天體

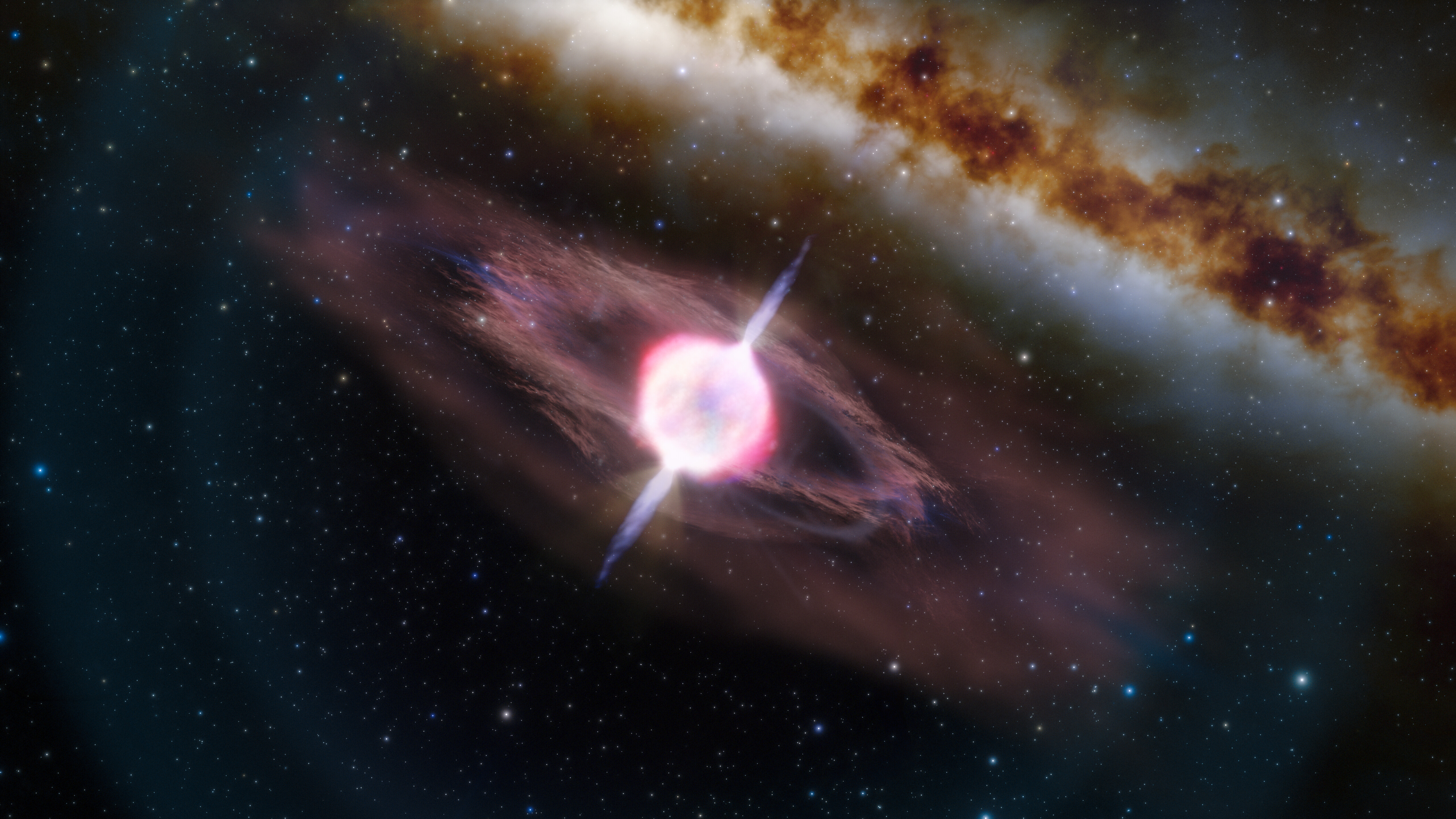
由恆星坍縮引發的短伽瑪射線暴臆想圖。

科學家從未觀測到來自地球所處的銀河系以內的伽瑪射線暴。銀河系內在過去是否發生過爆發，也是一個未解之謎。隨著科學界對伽瑪射線暴及其前身天體的了解不斷提升，人們也逐一記下可能在過去發生過或在將來會發生爆發的各個系內天體。如今觀測到的長伽瑪射線暴都和超高光度超新星（又稱極超新星）相關，而大部分高光度藍變星和高速自轉的沃爾夫–拉葉星都被認為會以星核坍縮超新星的形式死亡，並伴隨長伽瑪射線暴。需要謹慎的是，科學家目前對伽瑪射線暴的了解全部來自宇宙歷史長河中較早期的星系，而此類星系的金屬量很低，很難把其中恆星的演化過程直接套用於銀河系這類金屬量較高的後期星系。

## 備註
1. ↑  例外的是1979年3月5日爆發的GRB 790305b（英语：GRB 790305b）。此次光度極高的閃光過後，天文學家成功地追尋到它的來源——大麥哲倫星系內的超新星遺骸N49。今天科學家認為此次事件是一次磁星大型耀發（英语：Gamma-ray burst progenitors），其實更像軟伽瑪射線重複爆發源，而不是「真正」的伽瑪射線暴。
2. ↑  伽瑪射線暴的命名方式如下：GRB是伽瑪射線暴的縮寫，其後是各兩位數的年、月、日，再接著是以字母代表當天發現的伽瑪射線暴順序，A為當天首個，B為當天第二個，如此類推。2010年之前發生的伽瑪射線暴只有在當天探測到多於一次爆發事件時，才會附上字母順序。
3. ↑  爆發時長一般以T90定義，即爆發源釋放能量總值的90%所需的時間。天文學家發現，有些原以為是短爆發的伽瑪射線暴，其發生後還會出現一次更長的爆發。如果把後者納入到光變曲線之內，所得的T90值就會延長至幾分鐘。

## 引用
1. ↑  . NASA. （原始内容存档于2012-05-02）.
2. ↑  Atkinson, Nancy. . Universe Today. 2013-04-16  [2022-01-03]. （原始内容存档于2023-02-05） （美国英语）.
3. ↑  Gendre, B.; Stratta, G.; Atteia, J. L.; Basa, S.; Boër, M.; Coward, D. M.; Cutini, S.; d'Elia, V.; Howell, E. J; Klotz, A.; Piro, L. . The Astrophysical Journal. 2013, 766 (1): 30. Bibcode:2013ApJ...766...30G. S2CID 118618287. arXiv:1212.2392 . doi:10.1088/0004-637X/766/1/30.
4. ↑  Graham, J. F.; Fruchter, A. S. . The Astrophysical Journal. 2013, 774 (2): 119. Bibcode:2013ApJ...774..119G. S2CID 125987555. arXiv:1211.7068 . doi:10.1088/0004-637X/774/2/119.
5. ↑  Vedrenne & Atteia 2009
6. 1 2  Abbott, B. P. . Physical Review Letters. 16 October 2017, 119 (16): 161101. Bibcode:2017PhRvL.119p1101A. PMID 29099225. S2CID 217163611. arXiv:1710.05832 . doi:10.1103/PhysRevLett.119.161101.
7. ↑  Arizona State University. . PhysOrg. 26 July 2017  [27 July 2017]. （原始内容存档于2023-05-31）.
8. ↑  Podsiadlowski 2004
9. 1 2  Melott 2004
10. 1 2  Klebesadel R.W.; Strong I.B.; Olson R.A. . The Astrophysical Journal. 1973, 182: L85. Bibcode:1973ApJ...182L..85K. doi:10.1086/181225.
11. ↑  Hurley 2003
12. ↑  Bonnell, JT; Klebesadel, RW. . AIP Conference Proceedings. 1996, 384 (1): 977–980. Bibcode:1996AIPC..384..977B. doi:10.1063/1.51630.
13. 1 2  Schilling 2002, pp. 12–16
14. ↑  Bonnell, J. T.; Klebesadel, R. W. . AIP Conference Proceedings. 1996, 384: 979. Bibcode:1996AIPC..384..977B. doi:10.1063/1.51630.
15. ↑  Meegan 1992
16. 1 2  Vedrenne & Atteia 2009, pp. 16–40
17. ↑  Schilling 2002, pp. 36–37
18. ↑  Paczyński 1999, p. 6
19. ↑  Piran 1992
20. ↑  Lamb 1995
21. ↑  University of Maryland. . EurekAlert! (新闻稿). 16 October 2018  [17 October 2018]. （原始内容存档于2018-10-16）.
22. ↑  Troja, E.;  et al. . Nature Communications. 16 October 2018, 9 (4089 (2018)): 4089. Bibcode:2018NatCo...9.4089T. PMC 6191439 . PMID 30327476. arXiv:1806.10624 . doi:10.1038/s41467-018-06558-7.
23. ↑  Mohon, Lee. . NASA. 16 October 2018  [17 October 2018]. （原始内容存档于2019-03-22）.
24. ↑  Wall, Mike. . Space.com. 17 October 2018  [17 October 2018]. （原始内容存档于2018-10-17）.
25. ↑  Veres, P;  et al. . Nature. 20 November 2019, 575 (7783): 459–463. Bibcode:2019Natur.575..459M. PMID 31748725. S2CID 208191199. arXiv:2006.07251 . doi:10.1038/s41586-019-1754-6.
26. ↑  Conover, Emily. . Science News. 2021-05-21  [2022-05-11]. （原始内容存档于2023-04-17） （美国英语）.
27. ↑  Hurley 1986, p. 33
28. ↑  Pedersen 1987
29. ↑  Hurley 1992
30. 1 2  Fishman & Meegan 1995
31. ↑  Paczynski 1993
32. ↑  van Paradijs 1997
33. 1 2  Vedrenne & Atteia 2009, pp. 90–93
34. ↑  Schilling 2002, p. 102
35. ↑  Reichart 1995
36. ↑  Schilling 2002, pp. 118–123
37. 1 2  Galama 1998
38. ↑  Ricker 2003
39. ↑  McCray 2008
40. ↑  Gehrels 2004
41. ↑  Akerlof 2003
42. ↑  Akerlof 1999
43. 1 2  Bloom 2009
44. ↑  Reddy 2009
45. ↑  Katz 2002, p. 37
46. ↑  Marani 1997
47. ↑  Lazatti 2005
48. ↑  Simić 2005
49. ↑  Kouveliotou 1994
50. ↑  Horvath 1998
51. ↑  Hakkila 2003
52. ↑  Chattopadhyay 2007
53. ↑  Virgili 2009
54. ↑  . Image Gallery. ESA/Hubble. 5 August 2013  [14 August 2013].
55. ↑  Laskar, Tanmoy; Escorial, Alicia Rouco; Schroeder, Genevieve; Fong, Wen-fai; Berger, Edo; Veres, Péter; Bhandari, Shivani; Rastinejad, Jillian; Kilpatrick, Charles D.; Tohuvavohu, Aaron; Margutti, Raffaella; Alexander, Kate D.; DeLaunay, James; Kennea, Jamie A.; Nugent, Anya. . The Astrophysical Journal Letters. 2022-08-01, 935 (1): L11. Bibcode:2022ApJ...935L..11L. S2CID 248572470. arXiv:2205.03419 . doi:10.3847/2041-8213/ac8421.
56. ↑  . National Radio Astronomy Observatory.   [2022-08-14] （美国英语）.
57. ↑  . news.northwestern.edu.   [2022-08-14] （英语）.
58. 1 2  In a Flash NASA Helps Solve 35-year-old Cosmic Mystery （页面存档备份，存于）. NASA (2005-10-05) The 30% figure is given here, as well as afterglow discussion.
59. ↑  Bloom 2006
60. ↑  Hjorth 2005
61. ↑  Berger 2007
62. ↑  Gehrels 2005
63. ↑  Zhang 2009
64. 1 2  Nakar 2007
65. ↑  Metzger, B. D.; Martínez-Pinedo, G.; Darbha, S.; Quataert, E.;  et al. . Monthly Notices of the Royal Astronomical Society. August 2010, 406 (4): 2650. Bibcode:2010MNRAS.406.2650M. S2CID 118863104. arXiv:1001.5029 . doi:10.1111/j.1365-2966.2010.16864.x.
66. ↑  Tanvir, N. R.; Levan, A. J.; Fruchter, A. S.; Hjorth, J.; Hounsell, R. A.; Wiersema, K.; Tunnicliffe, R. L. . Nature. 2013, 500 (7464): 547–549. Bibcode:2013Natur.500..547T. PMID 23912055. S2CID 205235329. arXiv:1306.4971 . doi:10.1038/nature12505.
67. ↑  Berger, E.; Fong, W.; Chornock, R. . The Astrophysical Journal. 2013, 774 (2): L23. Bibcode:2013ApJ...774L..23B. S2CID 669927. arXiv:1306.3960 . doi:10.1088/2041-8205/774/2/L23.
68. ↑  Gugliucci, Nicole. . Discovery News. 7 August 2013  [22 January 2015]. （原始内容存档于3 March 2016）.
69. ↑  Frederiks 2008
70. ↑  Hurley 2005
71. ↑  Woosley & Bloom 2006
72. ↑  Pontzen et al. 2010
73. ↑  Gendre, B.; Stratta, G.; Atteia, J. L.; Basa, S.; Boër, M.; Coward, D. M.; Cutini, S.; d'Elia, V.; Howell, E. J; Klotz, A.; Piro, L. . The Astrophysical Journal. 2013, 766 (1): 30. Bibcode:2013ApJ...766...30G. S2CID 118618287. arXiv:1212.2392 . doi:10.1088/0004-637X/766/1/30.
74. 1 2  Greiner, Jochen; Mazzali, Paolo A.; Kann, D. Alexander; Krühler, Thomas; Pian, Elena; Prentice, Simon; Olivares E., Felipe; Rossi, Andrea; Klose, Sylvio; Taubenberger, Stefan; Knust, Fabian; Afonso, Paulo M. J.; Ashall, Chris; Bolmer, Jan; Delvaux, Corentin; Diehl, Roland; Elliott, Jonathan; Filgas, Robert; Fynbo, Johan P. U.; Graham, John F.; Guelbenzu, Ana Nicuesa; Kobayashi, Shiho; Leloudas, Giorgos; Savaglio, Sandra; Schady, Patricia; Schmidl, Sebastian; Schweyer, Tassilo; Sudilovsky, Vladimir; Tanga, Mohit;  et al. . Nature. 2015-07-08, 523 (7559): 189–192. Bibcode:2015Natur.523..189G. PMID 26156372. S2CID 4464998. arXiv:1509.03279 . doi:10.1038/nature14579.
75. 1 2 3  Levan, A. J.; Tanvir, N. R.; Starling, R. L. C.; Wiersema, K.; Page, K. L.; Perley, D. A.; Schulze, S.; Wynn, G. A.; Chornock, R.; Hjorth, J.; Cenko, S. B.; Fruchter, A. S.; O'Brien, P. T.; Brown, G. C.; Tunnicliffe, R. L.; Malesani, D.; Jakobsson, P.; Watson, D.; Berger, E.; Bersier, D.; Cobb, B. E.; Covino, S.; Cucchiara, A.; de Ugarte Postigo, A.; Fox, D. B.; Gal-Yam, A.; Goldoni, P.; Gorosabel, J.; Kaper, L.;  et al. . The Astrophysical Journal. 2014, 781 (1): 13. Bibcode:2014ApJ...781...13L. S2CID 24657235. arXiv:1302.2352 . doi:10.1088/0004-637x/781/1/13.
76. ↑  Ioka, Kunihito; Hotokezaka, Kenta; Piran, Tsvi. . The Astrophysical Journal. 2016-12-12, 833 (1): 110. Bibcode:2016ApJ...833..110I. S2CID 118629696. arXiv:1608.02938 . doi:10.3847/1538-4357/833/1/110.
77. ↑  Boer, Michel; Gendre, Bruce; Stratta, Giulia. . The Astrophysical Journal. 2013, 800 (1): 16. Bibcode:2015ApJ...800...16B. S2CID 118655406. arXiv:1310.4944 . doi:10.1088/0004-637X/800/1/16.
78. ↑  Virgili, F. J.; Mundell, C. G.; Pal'Shin, V.; Guidorzi, C.; Margutti, R.; Melandri, A.; Harrison, R.; Kobayashi, S.; Chornock, R.; Henden, A.; Updike, A. C.; Cenko, S. B.; Tanvir, N. R.; Steele, I. A.; Cucchiara, A.; Gomboc, A.; Levan, A.; Cano, Z.; Mottram, C. J.; Clay, N. R.; Bersier, D.; Kopač, D.; Japelj, J.; Filippenko, A. V.; Li, W.; Svinkin, D.; Golenetskii, S.; Hartmann, D. H.; Milne, P. A.;  et al. . The Astrophysical Journal. 2013, 778 (1): 54. Bibcode:2013ApJ...778...54V. S2CID 119023750. arXiv:1310.0313 . doi:10.1088/0004-637X/778/1/54.
79. ↑  Zhang, Bin-Bin; Zhang, Bing; Murase, Kohta; Connaughton, Valerie; Briggs, Michael S. . The Astrophysical Journal. 2014, 787 (1): 66. Bibcode:2014ApJ...787...66Z. S2CID 56273013. arXiv:1310.2540 . doi:10.1088/0004-637X/787/1/66.
80. 1 2  Racusin 2008
81. ↑  Rykoff 2009
82. ↑  Abdo 2009
83. ↑  Sari 1999
84. ↑  Burrows 2006
85. 1 2  Frail 2001
86. ↑  Mazzali 2005
87. ↑  Frail 2000
88. 1 2  Prochaska 2006
89. ↑  Watson 2006
90. ↑  Grupe 2006
91. ↑  MacFadyen 1999
92. ↑  Zhang, Bing; Mészáros, Peter. . The Astrophysical Journal Letters. 2001-05-01, 552 (1): L35–L38. Bibcode:2001ApJ...552L..35Z. S2CID 18660804. arXiv:astro-ph/0011133 . doi:10.1086/320255.
93. ↑  Troja, E.; Cusumano, G.; O'Brien, P. T.; Zhang, B.; Sbarufatti, B.; Mangano, V.; Willingale, R.; Chincarini, G.; Osborne, J. P. . The Astrophysical Journal. 2007-08-01, 665 (1): 599–607. Bibcode:2007ApJ...665..599T. S2CID 14317593. arXiv:astro-ph/0702220 . doi:10.1086/519450.
94. ↑  Plait 2008
95. ↑  Stanek 2006
96. ↑  Abbott 2007
97. ↑  Kochanek 1993
98. ↑  Vietri 1998
99. ↑  MacFadyen 2006
100. ↑  Blinnikov 1984
101. ↑  Cline 1996
102. ↑  Winterberg, Friedwardt (2001 Aug 29). "Gamma-Ray Bursters and Lorentzian Relativity". Z. Naturforsch 56a: 889–892.
103. ↑  Science Daily 2011
104. ↑  Levan 2011
105. ↑  Bloom 2011
106. ↑  Krolick & Piran 11
107. ↑  Stern 2007
108. ↑  Fishman, G. 1995
109. ↑  Fan & Piran 2006
110. ↑  Liang, E. P.; Crider, A.; Boettcher, M.; Smith, I. A. . The Astrophysical Journal. 1999-03-29, 519 (1): L21–L24. Bibcode:1999ApJ...519L..21L. S2CID 16005521. arXiv:astro-ph/9903438 . doi:10.1086/312100.
111. ↑  Wozniak 2009
112. ↑  Meszaros 1997
113. ↑  Sari 1998
114. ↑  Nousek 2006
115. ↑  . 6 November 2015  [9 November 2015].
116. ↑  Piran, Tsvi; Jimenez, Raul. . Physical Review Letters. 5 December 2014, 113 (23): 231102. Bibcode:2014PhRvL.113w1102P. PMID 25526110. S2CID 43491624. arXiv:1409.2506 . doi:10.1103/PhysRevLett.113.231102.
117. ↑  Schirber, Michael. . Physics. 2014-12-08, 7: 124. doi:10.1103/Physics.7.124.
118. ↑  Cain, Fraser. . January 12, 2015  [2023-09-10]. （原始内容存档于2023-05-16）.
119. ↑  Soderberg, A. M.; Kulkarni, S. R.; Berger, E.; Fox, D. W.; Sako, M.; Frail, D. A.; Gal-Yam, A.; Moon, D. S.; Cenko, S. B.; Yost, S. A.; Phillips, M. M.; Persson, S. E.; Freedman, W. L.; Wyatt, P.; Jayawardhana, R.; Paulson, D. . Nature. 2004, 430 (7000): 648–650. Bibcode:2004Natur.430..648S. PMID 15295592. S2CID 4363027. arXiv:astro-ph/0408096 . doi:10.1038/nature02757. hdl:2027.42/62961.
120. ↑  Le Floc'h, E.; Charmandaris, V.; Gordon, K.; Forrest, W. J.; Brandl, B.; Schaerer, D.; Dessauges-Zavadsky, M.; Armus, L. . The Astrophysical Journal. 2011, 746 (1): 7. Bibcode:2012ApJ...746....7L. S2CID 51474244. arXiv:1111.1234 . doi:10.1088/0004-637X/746/1/7.
121. ↑  Kippen, R.M.; Briggs, M. S.; Kommers, J. M.; Kouveliotou, C.; Hurley, K.; Robinson, C. R.; Van Paradijs, J.; Hartmann, D. H.; Galama, T. J.; Vreeswijk, P. M. . The Astrophysical Journal. October 1998, 506 (1): L27–L30. Bibcode:1998ApJ...506L..27K. S2CID 2677824. arXiv:astro-ph/9806364 . doi:10.1086/311634.
122. ↑  Morelle, Rebecca. . BBC News. 2013-01-21  [January 21, 2013]. （原始内容存档于2023-09-08）.
123. ↑  Guetta and Piran 2006
124. ↑  Welsh, Jennifer. . MSN. 2011-07-10  [October 27, 2011]. （原始内容存档于2020-08-08）.
125. ↑  . NASA Science. September 29, 1998  [2023-09-10]. （原始内容存档于2023-01-24）.
126. 1 2 3  Thomas, B.C. . International Journal of Astrobiology. 2009, 8 (3): 183–186. Bibcode:2009IJAsB...8..183T. S2CID 118579150. arXiv:0903.4710 . doi:10.1017/S1473550409004509.
127. 1 2 3  Martin, Osmel; Cardenas, Rolando; Guimarais, Mayrene; Peñate, Liuba; Horvath, Jorge; Galante, Douglas. . Astrophysics and Space Science. 2010, 326 (1): 61–67. Bibcode:2010Ap&SS.326...61M. S2CID 15141366. arXiv:0911.2196 . doi:10.1007/s10509-009-0211-7.
128. ↑  Piran, Tsvi; Jimenez, Raul. . Physical Review Letters. 2014-12-05, 113 (23): 231102. doi:10.1103/PhysRevLett.113.231102.
129. ↑  Pavlov, A.K.; Blinov, A.V.; Konstantinov, A.N.;  et al. . Mon. Not. R. Astron. Soc. 2013, 435 (4): 2878–2884. Bibcode:2013MNRAS.435.2878P. S2CID 118638711. arXiv:1308.1272 . doi:10.1093/mnras/stt1468.
130. ↑  Hambaryan, V.V.; Neuhauser, R. . Monthly Notices of the Royal Astronomical Society. 2013, 430 (1): 32–36. Bibcode:2013MNRAS.430...32H. S2CID 765056. arXiv:1211.2584 . doi:10.1093/mnras/sts378.
131. ↑  Mekhaldi;  et al. . Nature Communications. 2015, 6: 8611. Bibcode:2015NatCo...6.8611M. PMC 4639793 . PMID 26497389. doi:10.1038/ncomms9611.
132. ↑  . July 26, 2021  [August 3, 2021].
133. ↑  Lauren Fuge. . Cosmos. 20 November 2018  [7 April 2019]. （原始内容存档于2023-04-17）.
134. ↑  Vink JS. . Philos Trans Royal Soc A. 2013, 371 (1992): 20120237. Bibcode:2013RSPTA.37120237V. PMID 23630373. doi:10.1098/rsta.2012.0237 .
135. ↑  Y-H. Chu; C-H. Chen; S-P. Lai. . Mario Livio; Nino Panagia; Kailash Sahu  (编). . Cambridge University Press. 2001: 135. ISBN 978-0-521-79141-0.
136. ↑  Van Den Heuvel, E. P. J.; Yoon, S.-C. . Astrophysics and Space Science. 2007, 311 (1–3): 177–183. Bibcode:2007Ap&SS.311..177V. S2CID 38670919. arXiv:0704.0659 . doi:10.1007/s10509-007-9583-8.

## 延伸閱讀
- Vedrenne, G.; Atteia, J.-L. . Springer. 2009. ISBN 978-3-540-39085-5.
- Chryssa Kouveliotou; Stanford E. Woosley; Ralph A. M. J. (编). . Cambridge: Cambridge University Press. 2012. ISBN 978-0-521-66209-3.
- Bing Zhang. . Cambridge: Cambridge University Press. 2018. ISBN 9781139226530.

## 外部連結
伽瑪射線暴探測任務
- 尼爾·格雷爾斯雨燕天文台:
  - 美國太空總署雨燕天文台官網首頁
  - 英國雨燕科學數據中心 （页面存档备份，存于）
  - 賓夕法尼亞州立大學雨燕任務操作中心 （页面存档备份，存于）
- 高能暫現源探測儀HETE-2 （页面存档备份，存于） （页面存档备份，存于）
- 國際伽瑪射線天體物理實驗室INTEGRAL （页面存档备份，存于）（維基百科條目）
- 爆發與暫現源探測儀BATSE
- 費米伽瑪射線太空望遠鏡 （页面存档备份，存于）（維基百科條目）
- 伽瑪射線輕型探測器AGILE （页面存档备份，存于）（維基百科條目）
- 高能X光巡天望遠鏡EXIST （页面存档备份，存于）
- 美國太空總署的伽瑪射線暴目錄 （页面存档备份，存于）

伽瑪射線暴事後追蹤任務
- 伽瑪射線暴座標網絡GCN （页面存档备份，存于） （页面存档备份，存于）
- 爆發觀測與可見光暫現源探測系統BOOTES （页面存档备份，存于）（維基百科條目)
- 伽瑪射線暴可見光及近紅外線探測器GROND （页面存档备份，存于） （页面存档备份，存于）
- 卡茨曼自動成像望遠鏡KAIT（維基百科條目)
- 可移動望遠鏡機械人系統MASTER （页面存档备份，存于）
- 機械人可見光暫現源搜尋實驗ROTSE （页面存档备份，存于） （页面存档备份，存于）